# Wo ist?
Wo ist? ist ein Ortungs-Dienst des US-amerikanischen Unternehmens Apple. Dieser ermöglicht es den Nutzern, den Standort von watchOS-, iOS-, iPadOS-, macOS-, visionOS-Geräten sowie AirPods, AirTags und weiterem unterstütztem Zubehör von Drittanbietern über ein verbundene Apple Account zu verfolgen. Benutzer können zudem den Standort ihres Geräts für andere iCloud-Nutzer freigeben und den Standort von anderen anzeigen, die ihn freigegeben haben. Diese Funktion wurde früher von der App Freunde bereitgestellt. "Wo ist?" wurde zusammen mit iOS 13 am 19. September 2019 veröffentlicht, wobei die Funktionen der früheren Dienste Freunde und Mein iPhone suchen (auf macOS-Geräten als Meinen Mac suchen bekannt) in einer einzigen App zusammengeführt wurden. Nach der Veröffentlichung auf iOS wurde Wo ist? später auf iPadOS 13.1 am 24. September 2019 und macOS 10.15 am 7. Oktober 2019 veröffentlicht.

## Funktion

### Personen
Mit Wo ist? können Benutzer ihre GPS-Standorte für andere Apple Nutzer für eine Stunde, bis zum Ende des Tages oder auf unbestimmte Zeit freigeben. Nach der Freigabe kann man den genauen Standort des Geräts einer Person auf einer Karte sehen und eine Wegbeschreibung zum Standort der Person erhalten. Es können Benachrichtigungen eingestellt werden, die einen Benutzer benachrichtigen, wenn jemand einen bestimmten Ort verlässt oder dort ankommt.

### Geräte
Benutzer sehen von Geräten, die mit ihrem Apple Account angemeldet sind und bei denen diese Funktion zuvor aktiviert wurde, den Standort und können einen Ton auf den Geräten mit maximaler Lautstärke abspielen, auch wenn dieses Stumm geschaltet ist um das Gerät zu finden, wenn dieses verlegt wurde. Ein Gerät kann auch als verloren markiert werden, wodurch das Gerät mit einem Passwort gesperrt und sensible Funktionen wie Apple Pay gesperrt werden. Der Modus Verloren ermöglicht es einem Benutzer auch, eine Nachricht und eine Kontaktmöglichkeit auf dem Sperrbildschirm des Geräts zu hinterlassen.
Ein Benutzer kann zudem wählen, alle Daten auf einem Gerät zu löschen. Dies ist nützlich, wenn das Gerät vertrauliche Informationen enthält. Allerdings kann das Gerät nach dieser Aktion auch nicht mehr gefunden werden. Nachdem das Löschen abgeschlossen ist, kann die Meldung weiterhin angezeigt werden, und das Gerät wird durch die Aktivierung gesperrt. Dadurch wird es für jemanden Fremdes schwierig, das Gerät zu verwenden oder zu verkaufen. Ein Apple Account Kennwort ist erforderlich, um Wo ist? zu deaktivieren, sich bei iCloud abzumelden, das Gerät zu löschen oder ein Gerät nach einer Aktivierungssperre wieder zu aktivieren.
Mit der Veröffentlichung von iOS 14.3 können auch Bluetooth-Gegenstände und Zubehör von Drittanbietern mit Unterstützung für das Netzwerkzubehörprogramm "Wo ist" geortet werden und zwar unter einer separaten Registerkarte Geräte. Wenn etwas verloren geht, aber außerhalb der Bluetooth-Reichweite ist, zeigt die App den letzten bekannten Standort an, bis ein anderes iOS-, iPadOS- oder macOS-Gerät in der Nähe ist. Ähnlich wie bei Apples eigenen Geräten können Gegenstände von Drittanbietern in einen Verloren-Modus versetzt werden, der andere daran hindert, sich mit dem Gerät zu verbinden. Verlorene Gegenstände können in der App Wo ist? identifiziert werden, so dass ein Benutzer eine Nachricht oder Kontaktinformationen des Besitzers des verlorenen Gegenstands sehen kann.